# هايز بي أل سي
هايز بي أل سي هي شركة بريطانية متعددة الجنسيات تقدم خدمات التوظيف والموارد البشرية في 33 دولة حول العالم. وهي مدرجة في بورصة لندن وهي أحد مكونات مؤشر FTSE 250 .

## روابط خارجية
- الموقع الرسمي